# Pollux (Schiff, 1940)
Die Pollux ist eine in Amsterdam beheimatete Bark, die als stationäres Segelschulschiff betrieben wurde.

## Geschichte
Das 1940 in Amsterdam bei der Verschure-Werft gebaute Schiff wurde Anfang 1941 als Segelschulschiff des niederländischen Matrozen Instituut in Dienst gestellt und hatte seit 1849 fünf Vorgängerschiffe gleichen Namens. Es war von Anfang an als stationäres Schulschiff geplant und besitzt daher auch nur ein sehr flaches Unterwasserschiff. Die Höhe des Großmastes über Wasser beträgt 31,50 m, der Tiefgang jedoch nur 0,60 m.
1943, während des Zweiten Weltkriegs, wurde das Schiff abgetakelt nach IJmuiden geschleppt und diente dort der deutschen Besatzung. Nach Kriegsende diente es kurzzeitig der britischen und niederländischen Marine als Unterkunft, bis die Pollux im Herbst/Winter 1945 nach Amsterdam zurückgeholt und von der Stoomvaart Maatschappij Nederland generalüberholt wurde. Sie lag im Amsterdamer Oosterdok vor Anker und diente bis 1989 als Ausbildungsschiff für die Lagere Zeevaart School van de K.N.Z.&.R.V. Die Pollux wurde von dem International Maritiem Training Instituut erworben und am 19. Januar 1989 verholt nach  IJmuiden, wo sie vor der Kleine Zeesluis ankerte.  Am 15. Juli 2003 wurde das Schiff für 350.000 € von dem illustren Unternehmer Harry Smit gekauft, einem Cafébetreiber (an der Ruijterkade). Der Bootsliebhaber besitzt auch weitere historische Schiffe wie die 1910 erbaute Hydrograaf (dem ältesten Dampfschiff der Marine) und die Barquentine Elisabeth. Smit restaurierte das Schiff und baute es für ungefähr drei Millionen Euro zu einem luxuriösen Konferenz- und Partyschiff um.
Es gab seinerzeit auch Pläne, die Pollux im Unterwasserbereich umzubauen, um mit ihr aktiv segeln zu können, diese wurden aber nicht umgesetzt. Heutiger Liegeplatz ist seit dem 10. Juni 2005 der Pier am  früheren Betrieb der NDSM im IJ, Amsterdam, wo die Pollux als schwimmendes Restaurant unter wechselnden Pächter verwendet wurde. Ursprüngliche Pläne, das Schiff näher an die Stadt zu verholen, etwa in das Oosterdok, wurden nicht umgesetzt. Ein privater Verein, bestehend aus ehemaligen Auszubildenden des Schulschiffs, kümmerte sich bis 2017 um das Fahrzeug und hielt auch Treffen darauf ab. Seit 2020 ist das Schiff für die Öffentlichkeit nicht mehr zugänglich. (Stand Januar 2024)

## Trivia
Der niederländische Judoka Willem Ruska (1940–2015) begann zu Beginn der 1950er Jahre als Minderjähriger eine Ausbildung auf der Pollux, die er aber wegen renitentem Verhalten nicht beendete.